# Acer recobert de coure

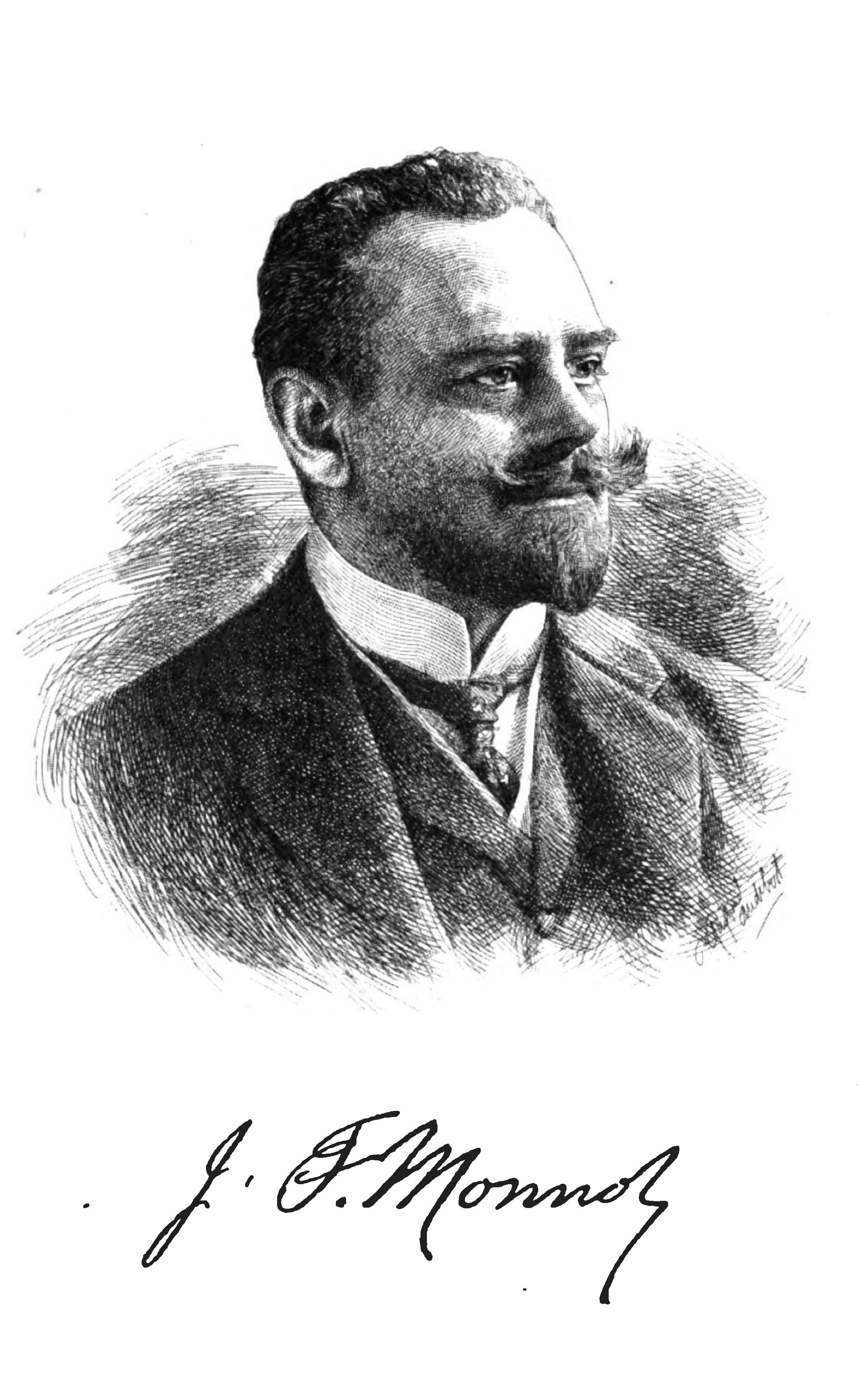
John Ferreol Monnot, metal·lúgic, inventor del primer procés reeixit d'acer recobert de coure

L' acer recobert de coure  o revestit de coure (de l'anglès: copper-CLAD steel o copper-covered steel), marca registrada com Copperweld o conegut pel seu acrònim en anglès, CCS, és un producte bimetàl·lic àmpliament utilitzat en la indústria del cable que combina l'alta resistència mecànica de l'acer amb la conductivitat i resistència a la corrosió del coure. El seu principal propòsit ha estat utilitzar-lo com cables de caiguda per als fils telefònics, i com a conductor intern dels cables coaxials, inclosos cables prims com el RG174 i el cable de televisió. Els principals productors es troben en Argentina, Brasil i Estats Units.
L'acer revestit de coure es produeix mitjançant la unió metal·lúrgica de coure amb un nucli de filferro d'acer. El CCS engloba els beneficis del coure i l'acer, en un producte amb fortalesa mecànica i resistència a la corrosió. La temperatura i pressió del procés asseguren un recobriment de coure unit de manera uniforme i fermament adherent.
Existeixen per aquest producte moltes aplicacions en les quals cal una força més gran que la del coure massís, però es prefereix també la resistència a la corrosió del coure. Les indústries que es beneficien d'aquest material inclouen les de telecomunicacions, automotriu, militar, de serveis públics i geofísiques... Algunes de les diverses aplicacions inclouen conductors de terra i catifes antiestàtiques, filferro per connexions telefòniques o coaxials, components electrònics, blindatges de radiofreqüència, filferro per a edificis, per bobinats, arnesos de cablejat automotriu, fabricació de monedes, etc.

## Avantatges
- Alternativa de cost menor a l'ús de coure massís.
- Millor conductivitat.
- Alta resistència mecànica.
- Fàcil instal·lació, amb menys trencaments.
- Resistent a la corrosió.